# Nalî

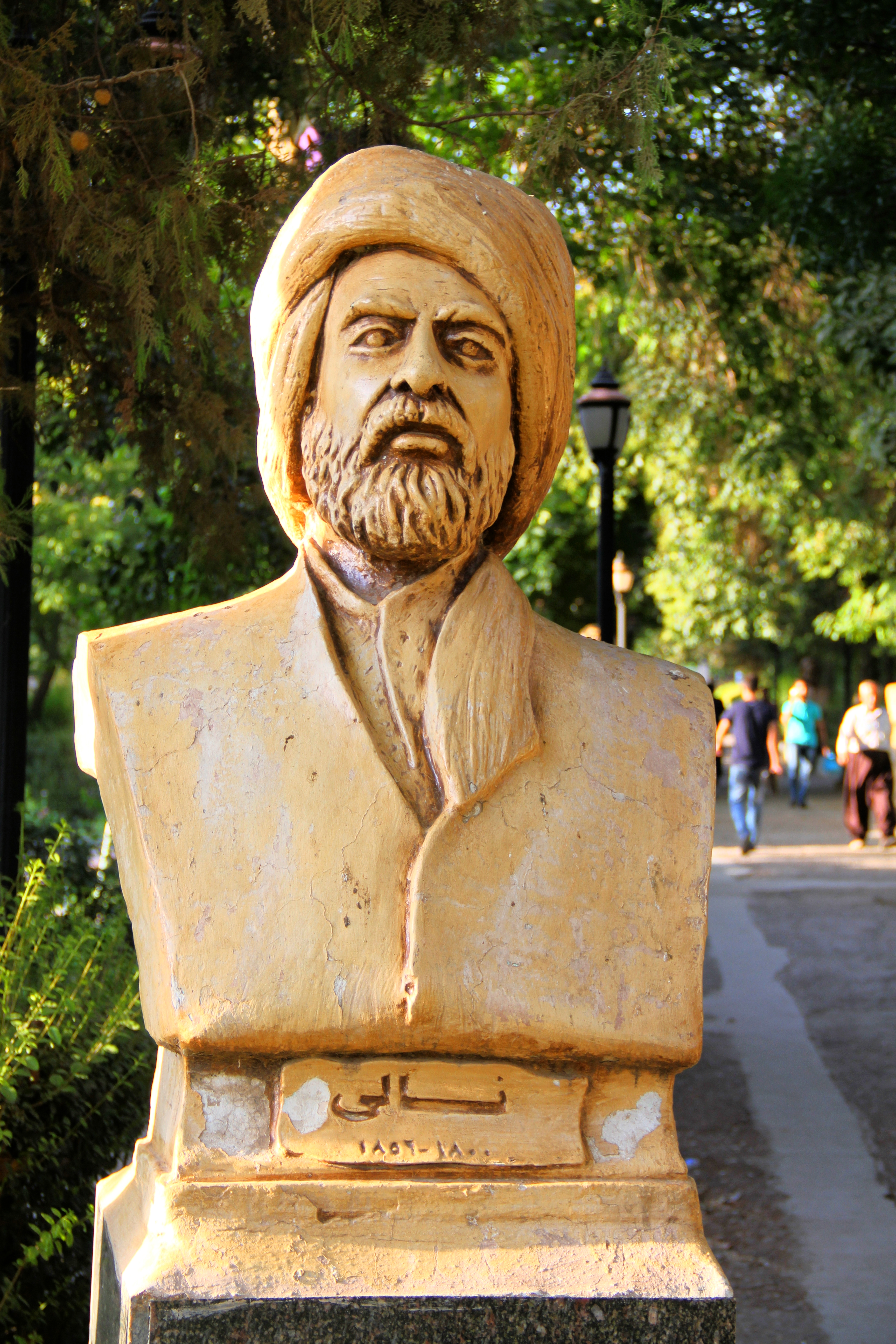
Popiersie Nailego w As-Sulajmanijja

Mullah Xidir Ehmed Şawaysî Mîkayalî, kurd. Mela Xidirî Ehmedî Şaweysî Mîkayelî (ur. 1797, zm. 1855 w Stambule) – kurdyjski poeta, językoznawca, tłumacz oraz matematyk. Miał duży wpływ na rozwój literatury pisanej w dialekcie sorani, jednego z trzech głównych dialektów języka kurdyjskiego.

## Życiorys
Nie wiadomo wiele o życiu Nalîego. Po ukończeniu medresy podróżował po Kurdystanie, pomieszkując między innymi w takich miastach jak Sanandadż, Mahabad czy Halabdża. Na parę lat osiadł w As-Sulajmanijja, z którego wyruszył w 1830 roku na pielgrzymkę do Mekki. Po powrocie zmienił miejsce zamieszkania na Damaszek, aby stamtąd - ze względów finansowych - przeprowadzić się ostatecznie do Stambułu. Na okres życia w owym mieście przypada najbardziej płodny etap twórczości Nailego.     
Ze względów, że Nalî znał - poza kurdyjskim - również język turecki, perski oraz arabski, pozwalało mu to zapoznać się z literaturą innych narodowości. Chociaż większość swoich poematów pisał w dialekcie sorani, to przy tworzeniu tekstów często korzystał z tradycji literatury pisanej w innych językach.